# Guillermo Molins
Guillermo Federico Molins Palmeiro (Montevideo, 26 settembre 1988) è un ex calciatore uruguaiano naturalizzato svedese, di ruolo centrocampista o attaccante.

## Carriera

### Club
Ha iniziato a giocare in Allsvenskan con la maglia del Malmö FF, squadra in cui è rimasto dal 2006 al 2011 vincendo anche uno scudetto.
Annunciato il suo trasferimento all'Anderlecht il 17 giugno 2011, è sceso in campo in amichevole 8 giorni dopo, ma in quell'occasione si è infortunato ai legamenti del ginocchio con interessamento al menisco. Tuttavia, durante la sua parentesi belga ha fatto solo 4 apparizioni nella stagione 2011-2012 e altre 3 in quella 2012-2013, prima di essere ceduto in Spagna al Betis. Anche con i biancoverdi Molins ha faticato a trovare spazio, chiudendo la stagione con 4 presenze nella Liga.
L'11 agosto 2013, nell'ultimo giorno della finestra estiva del mercato svedese, il giocatore di origine uruguaiana è tornato al Malmö FF firmando un triennale. Ha avuto un ruolo importante nella lotta-scudetto del club, con 8 reti segnate in 11 partite, inclusa la doppietta sul campo dell'Elfsborg (0-2) che ha regalato matematicamente alla sua squadra il titolo nazionale. Ha poi perso gran parte della stagione 2014 per via di un infortunio al legamento crociato. Nel 2015 i problemi allo stesso ginocchio gli consentono di giocare solo 7 partite, tanto da subire un nuovo intervento al termine della stagione. Nel giugno 2016 è stato annunciato che, nonostante una serie di trattative, Molins e il Malmö FF non sono riusciti a concordare il rinnovo del contratto.
Pochi giorni più tardi, il 6 luglio 2016, è diventato ufficiale il passaggio di Molins ai cinesi del Beijing Renhe con un breve contratto valido fino al successivo dicembre, ma con un'opzione per due ulteriori anni.
Scaduto il contratto con i cinesi, sono stati invece i greci del Panathīnaïkos ad ingaggiarlo nel febbraio 2017. Ha poi lasciato la squadra al termine del campionato 2017-2018, una stagione rivelatasi burrascosa per il club (quartultimo in classifica anche a causa di 11 punti di penalizzazione) oltre che per il torneo stesso, sospeso per tre settimane per motivi di ordine pubblico. Nel maggio 2018, a contratto ormai in scadenza, Molins ha dichiarato ad un sito svedese di non aver ricevuto lo stipendio dallo scorso mese di dicembre.
Il 25 luglio 2018, il Malmö FF ha annunciato ufficialmente il nuovo ritorno di Molins. Il giocatore, quasi trentenne, ha firmato un contratto valido fino alla fine dell'anno 2021. A causa di alcuni problemi fisici ha comunque dovuto rimandare il debutto ufficiale al 22 novembre, quando è subentrato nel preliminare di Coppa di Svezia contro il Lunds BK, trovando anche il gol. Nell'Allsvenskan 2019 ha realizzato 6 reti in 26 presenze, mentre nell'edizione successiva ha segnato una rete in 10 partite prima di chiedere e ottenere la rescissione contrattuale a metà campionato per via del minutaggio concessogli dal tecnico Jon Dahl Tomasson.
Il 16 settembre 2020 è passato ufficialmente ai norvegesi del Sarpsborg 08, a cui si è legato con un contratto valido fino al termine della stagione: ha scelto di vestire la maglia numero 10.

### Nazionale
Ha giocato nella nazionale svedese Under-19.
Con la nazionale svedese Under-21 ha partecipato all'Europeo del 2009, mentre con la nazionale maggiore ha esordito nel 2010.

## Statistiche

### Cronologia presenze e reti in Nazionale
| Cronologia completa delle presenze e delle reti in nazionale ― Svezia | Cronologia completa delle presenze e delle reti in nazionale ― Svezia | Cronologia completa delle presenze e delle reti in nazionale ― Svezia | Cronologia completa delle presenze e delle reti in nazionale ― Svezia | Cronologia completa delle presenze e delle reti in nazionale ― Svezia | Cronologia completa delle presenze e delle reti in nazionale ― Svezia | Cronologia completa delle presenze e delle reti in nazionale ― Svezia | Cronologia completa delle presenze e delle reti in nazionale ― Svezia |
| Data                                                                  | Città                                                                 | In casa                                                               | Risultato                                                             | Ospiti                                                                | Competizione                                                          | Reti                                                                  | Note                                                                  |
| --------------------------------------------------------------------- | --------------------------------------------------------------------- | --------------------------------------------------------------------- | --------------------------------------------------------------------- | --------------------------------------------------------------------- | --------------------------------------------------------------------- | --------------------------------------------------------------------- | --------------------------------------------------------------------- |
| 20-1-2010                                                             | Mascate                                                               | Oman                                                                  | 0 – 1                                                                 | Svezia                                                                | Amichevole                                                            | -                                                                     |                                                                       |
| 23-1-2010                                                             | Damasco                                                               | Siria                                                                 | 1 – 1                                                                 | Svezia                                                                | Amichevole                                                            | -                                                                     | 70’                                                                   |
| 19-1-2011                                                             | Città del Capo                                                        | Botswana                                                              | 1 – 2                                                                 | Svezia                                                                | Amichevole                                                            | -                                                                     | 72’                                                                   |
| 22-1-2011                                                             | Nelspruit                                                             | Sudafrica                                                             | 1 – 1                                                                 | Svezia                                                                | Amichevole                                                            | -                                                                     | 63’                                                                   |
| 17-1-2014                                                             | Abu Dhabi                                                             | Moldavia                                                              | 1 – 2                                                                 | Svezia                                                                | Amichevole                                                            | -                                                                     | 71’                                                                   |
| 21-1-2014                                                             | Abu Dhabi                                                             | Islanda                                                               | 0 – 2                                                                 | Svezia                                                                | Amichevole                                                            | 1                                                                     | 46’                                                                   |
| Totale                                                                |                                                                       | Presenze                                                              | 6                                                                     |                                                                       | Reti                                                                  | 1                                                                     |                                                                       |

## Palmarès

### Club
- Campionato svedese: 4

Malmö: 2010, 2013, 2014, 2016
- Supercoppa di Svezia: 2

Malmö: 2013, 2014